# Casa de los Montejo

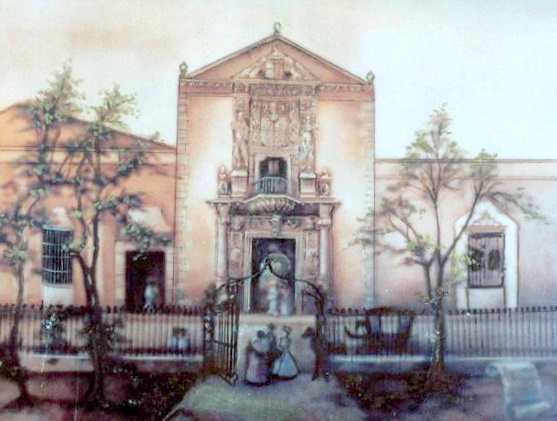
Casa que fue de los Montejo: (Francisco de Montejo, el Adelantado, Francisco de Montejo y León "el Mozo" y Francisco de Montejo, el sobrino) hacia 1549. Ubicada en la Plaza Grande de Mérida, Yucatán. Litografía del.

La casa de los Montejo es una edificación construida entre 1542 y 1549 por los conquistadores de la Península de Yucatán, los Montejo — Francisco de Montejo, el adelantado, su hijo "el mozo" y Francisco de Montejo, sobrino del adelantado— para ser usada como su residencia familiar en el centro histórico de la ciudad de Mérida en Yucatán, México. La construcción ha sido conservada parcialmente hasta la fecha, después de varias modificaciones y restauraciones realizadas a lo largo de los siglos por los sucesivos dueños del predio. Actualmente la edificación es propiedad de la Fundación Fomento Cultural Banamex, A.C. y en su interior se ha dispuesto una Casa de Cultura y el Museo Casa Montejo inaugurado el 2 de diciembre de 2010. La Casa de los Montejo es posiblemente el único ejemplo en México de casa civil construida en el siglo XVI estilo Plateresco.

## Datos históricos
El año de 1526 la corona española confirió a Francisco de Montejo el título de Adelantado para Yucatán. Esto significó para el beneficiario del nombramiento una capitulación real para conquistar la Península de Yucatán. Montejo había acompañado a Hernán Cortés en la conquista de México.
Montejo, su hijo y su sobrino, que le acompañaban en el proyecto, decidieron, estando en San Francisco de Campeche, desde donde intentaban consumar la conquista de los territorios, a la luz de las seria y tenaz resistencia que los indígenas mayas, habitantes de la región, les presentaban para su conquista del territorio, sentar base en una localidad más al interior de la península que les permitiera conducir convenientemente sus propósitos de conquista. Seleccionaron para ese fin a la ciudad de T'Hó, fundando ahí lo que se convertiría en la capital regional: Mérida.
Fundada Mérida en 1542 y usándose para la construcción de los nuevos edificios del conquistador la piedra de corte con que habían sido construidas previamente diversas edificaciones de la antigua ciudad maya, se dispuso una Plaza Mayor en lo que sería el núcleo central de la ciudad con cuatro solares en cada uno de sus respectivos costados. Uno de ellos fue reservado por Montejo para construir la que sería su casa. Se estima que hacia 1549 fue concluido el proyecto original de la Casa de los Montejo. Hay en la fachada de piedra caliza de la casa una inscripción que dice:

Esta obra mando hacer el Adelantado, Don Francisco de Montejo el año de MDXLIX...

Se infiere de ello que la fecha de terminación de los trabajos fue precisamente la que se indica.
A la muerte de Montejo, el Adelantado, la propiedad quedó en manos de su hijo, el Mozo, y más tarde de la viuda de este, doña Andrea del Castillo, quien dispuso que el predio no podría ser enajenado sino solo transferido a su descendencia, instituyéndose así el mayorazgo de los Montejo sobre el edificio. Así pasó a manos de Juan de Montejo y de Castillo y más tarde a Juan de Montejo y Maldonado. Los descendientes de los Montejo, aunque no todos por línea paterna, mantuvieron al parecer la propiedad hasta 1832, terminado el periodo colonial, ya en el México independiente de España.
El solar, que en un principio ocupaba toda la manzana, fue perdiendo superficie por enajenaciones parciales del terreno que fueron realizándose a lo largo del tiempo, hasta llegar a su estado actual que es solo una fracción de lo que fue en su origen. La última modificación importante del edificio se llevó a cabo en 1896, adaptándose el interior del conjunto al estilo afrancesado de moda en ese entonces e incorporándose las cariátides que adornan las ventanas del exterior.
Hacia fines de 1839 la compró Simón Peón y Peón, quien al fallecer en 1869 la legó a su viuda, quien a su vez la transfirió a su hijo, José María Peón Losa. Después, en 1914, la heredó María Eduviges Peón y Peón, casada con Manuel de Arrigunaga y Gutiérrez, quien modificó la fachada del edificio para modernizarla. En 1981, el Banco Nacional de México (Banamex) por medio de su fundación cultural, adquirió el predio adaptándolo para oficinas bancarias. En diciembre de 2010, la propia fundación bajo la supervisión del Instituto Nacional de Antropología e Historia (INAH), transformó la propiedad en una Casa de Cultura y museo, denominándolo Casa Montejo. El museo consta de una sección llamada museo de sitio, en donde se exhiben muebles y objetos correspondientes al fin del siglo XIX y principios del siglo XX; una sala de exposiciones temporales, a manera de pinacoteca, que en su inauguración mostró una colección de la obra pictórica del artista mexicano Rodolfo Nieto; una sala cibernética y otros servicios educativos.